# Lego Pirates of the Caribbean: The Video Game
LEGO Piratas del Caribe: el Videojuego es un videojuego de la franquicia de videojuegos de LEGO y de la cinematográfica de Piratas del Caribe, desarrollado por Traveller's Tales, publicado por Disney Interactive Studios y estrenado el mismo día que la cuarta película (25 de diciembre de 2011). El videojuego se basa en las 4 películas de dicho nombre, y está disponible para Wii, Nintendo DS, Nintendo 3DS, XBox 360, PlayStation 3, PlayStation Portable y Microsoft Windows.

## Jugabilidad
La jugabilidad está basada en jugar las 4 primeras películas de Piratas del Caribe. Donde puedes convertirte en varios personajes de la saga y jugar de estos modos:luego tendrá una quinta película.
- Modo Historia: Puedes jugar con los dichos personajes en el nivel.
- Juego Libre: Puedes jugar con los dichos personajes desbloqueados en cada nivel.

## Niveles
Al igual que en otros videojuegos de LEGO este está clasificado en 4 películas con 5 niveles cada una.Lamentablemente nunca incluyó la quinta y última película de la saga.
- Datos: Q964473